# Weingrün

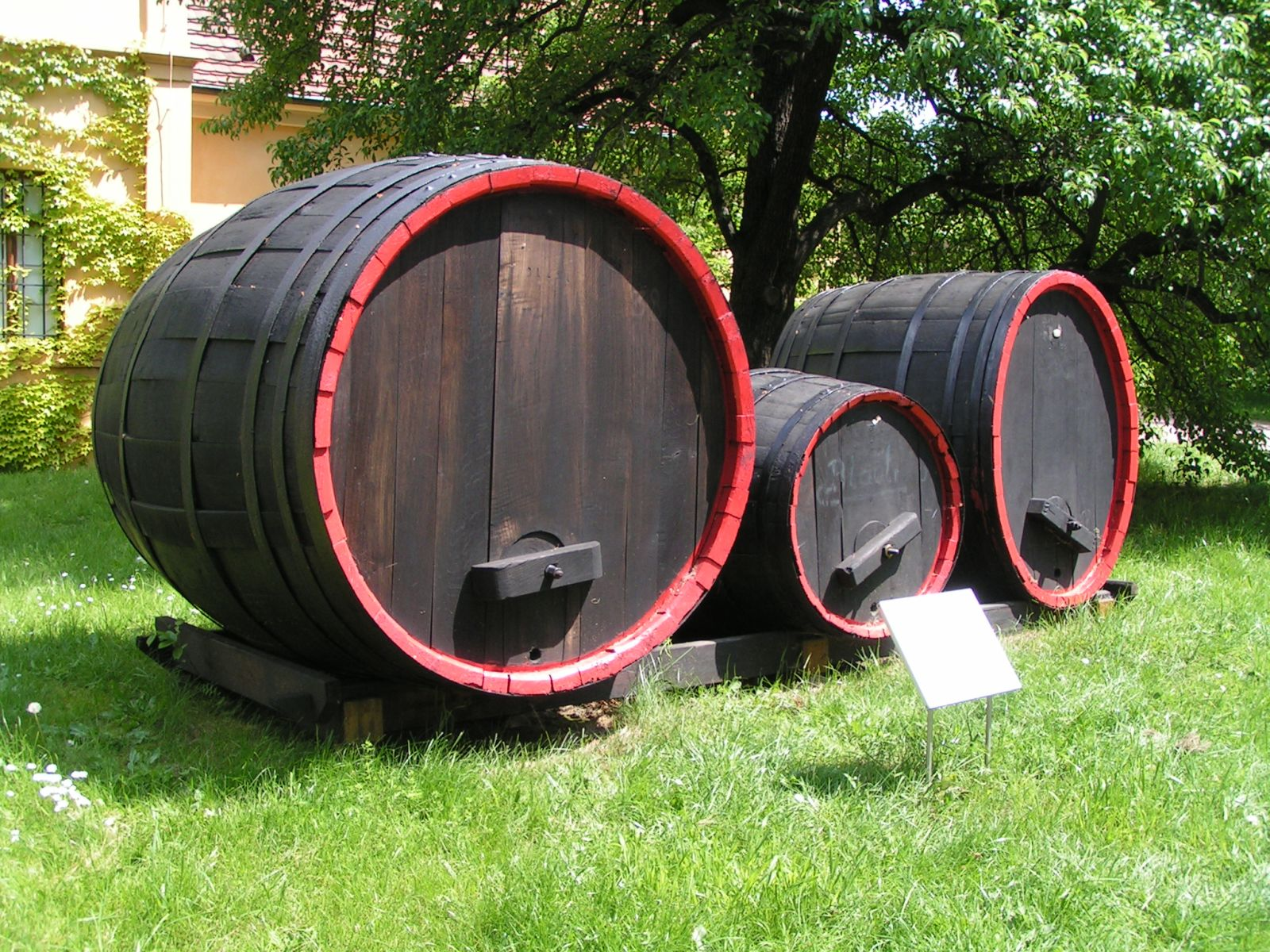
Drei Weinfässer konventioneller Daubenstärke

Weingrün machen bezeichnet als Fachausdruck der Önologie einen Behandlungsvorgang, dem ein Weinfass vor seiner Verwendung unterzogen wird. Hierbei werden neue Holzweinfässer so lange gewässert, gebrüht und gedämpft, bis die nicht erwünschten Gerb- und Farbstoffe dem Eichenholz entzogen worden sind. Je nach den Umständen des Holzeinschlags (Sommer-, Winterfällung) und den Standort- und Wuchsbedingungen des Holzes kann der Zusatz verdünnter Laugen im Wechsel mit Säuren notwendig sein, um die Quellung der Holzfaser für den Extraktionsvorgang zu unterstützen.
Ebenso müssen Holzfässer, die lange leergelegen haben und trocken geworden sind, wie auch reparierte Holzfässer dieser Prozedur unterzogen werden, um die Lohstoffe (siehe: Gerberlohe) zu minimieren.
Noch bis in die 1980er Jahre galt Holzgeschmack beim Wein als typischer Weinfehler. Mit dem Aufkommen der Barriques – und gefördert durch eine Internationalisierung des Weingeschmacks – werden heute hingegen nicht selten Holzaromen gezielt zur Geschmacksbeeinflussung von Weinen eingesetzt. 
Auch bei Kunststofffässern, wie sie etwa in den 1970er Jahren häufig verwendet wurden, kann eine besondere Behandlung nötig sein, um sie weingrün zu machen und potenziellen Geschmacksbeeinflussungen vorzubeugen. 
Der Ausdruck wird auch in der Gastronomie verwendet und bezeichnet hier das Ausspülen von Gläsern und Karaffen mit einem kleinen Schluck Wein, um so beispielsweise etwaige Reste von Spülmittel, Klarspüler oder Tabakrauch-Kondensat zu reduzieren. Der Sommelier nennt dies auch avinieren.